# Hakkin no yoake
Hakkin no yoake (jap. 白金の夜明け) – czwarty album studyjny japońskiej grupy Momoiro Clover Z, który został wydany 17 lutego 2016 roku. Został wydany równolegle z trzecim albumem studyjnym AMARANTHUS. Ukazały się dwie wersje: regularna i limitowana.
Osiągnął 1 pozycję w rankingu Oricon i pozostawał na liście przez 11 tygodni, sprzedał się w nakładzie 97 246 egzemplarzy.

## Lista utworów
| CD      | |                                                                       |                                                                       |                                                                       |      |
| Nr      | Tytuł                                                                                                | Słowa                                                                 | Kompozycja                                                            | Aranżacja                                                             | Czas |
| 1.      | "Ko no A, hajimari no Z -prologue-" (jap. 個のA、始まりのZ -prologue-)                               | Natsumi Tadano                                                        | NARASAKI                                                              | NARASAKI                                                              | 2:32 |
| 2.      | "Tōgenkyō" (jap. 桃源郷)                                                                             | Yuriko Mori                                                           | NARASAKI                                                              | NARASAKI                                                              | 4:42 |
| 3.      | "Hakkin no yoake" (jap. 白金の夜明け)                                                                | Takahiro Maeda                                                        | Masaru Yokoyama                                                       | Masaru Yokoyama                                                       | 6:08 |
| 4.      | "Mahalo Vacation" (jap. マホロバケーション Mahoro Bakēshon)                                          | Sumiyo Mutsumi                                                        | invisible manners                                                     | invisible manners                                                     | 4:30 |
| 5.      | "Yume no ukiyo ni saite mina" (jap. 夢の浮世に咲いてみな)                                            | Yūho Iwasato, Paul Stanley                                            | Paul Stanley, Greg Collins                                            | KISS, Greg Collins                                                    | 4:41 |
| 6.      | "ROCK THE BOAT"                                                                                      | Yūho Iwasato                                                          | Nicole Morier & Greg Kurstin                                          | Nicole Morier & Greg Kurstin                                          | 3:06 |
| 7.      | "Kibō no mukō e" (jap. 希望の向こうへ)                                                               | Nagae Kuwahara                                                        | Akira Satō                                                            | Akira Satō                                                            | 5:17 |
| 8.      | "Country Rose -Toki no tabibito-" (jap. カントリーローズ -時の旅人- Kantorī Rōzu -Toki no tabibito-) | NAOTO                                                                 | NAOTO                                                                 | NAOTO                                                                 | 5:29 |
| 9.      | "Imagination" (jap. イマジネーション Imajinēshon)                                                    | Ryūjin Kiyoshi                                                        | Ryūjin Kiyoshi                                                        | Ryūjin Kiyoshi                                                        | 4:40 |
| 10.     | "MOON PRIDE"                                                                                         | Revo                                                                  | Revo                                                                  | Revo                                                                  | 3:42 |
| 11.     | "„Z” no chikai" (jap. 『Z』の誓い)                                                                   | Yukinojo Mori                                                         | NARASAKI                                                              | NARASAKI, Yuyoyuppe                                                   | 4:50 |
| 12.     | "Ai wo tsugu mono" (jap. 愛を継ぐもの)                                                               | Kenichi Maeyamada                                                     | Kenichi Maeyamada                                                     | Tom-H@ck                                                              | 4:06 |
| 13.     | "Mokkuro ninaru hate" (jap. もっ黒ニナル果て)                                                        | MURO, BOO                                                             | MURO, SUI                                                             | MURO, SUI                                                             | 4:06 |
| 14.     | "Momoiro sora" (jap. 桃色空)                                                                         | Tsuyoshi Dōmoto                                                       | Tsuyoshi Dōmoto                                                       | Tsuyoshi Dōmoto, Tomoji Sogawa                                        | 5:38 |
| Blu-ray | |                                                                       |                                                                       |                                                                       |      |
| Nr      | Tytuł                                                                                                | Tytuł                                                                 | Tytuł                                                                 | Tytuł                                                                 | Czas |
| 1.      | "Mahalo Vacation" (music video)                                                                      | "Mahalo Vacation" (music video)                                       | "Mahalo Vacation" (music video)                                       | "Mahalo Vacation" (music video)                                       |      |
| 2.      | "Hakkin no yoake" (documentary music video)                                                          | "Hakkin no yoake" (documentary music video)                           | "Hakkin no yoake" (documentary music video)                           | "Hakkin no yoake" (documentary music video)                           |      |
| 1.      | Documentary of "Hakkin no yoake" (jap. Documentary of "白金の夜明け")                                | Documentary of "Hakkin no yoake" (jap. Documentary of "白金の夜明け") | Documentary of "Hakkin no yoake" (jap. Documentary of "白金の夜明け") | Documentary of "Hakkin no yoake" (jap. Documentary of "白金の夜明け") |      |

## Notowania
| Lista                       | Pozycja |
| --------------------------- | ------- |
| Oricon Weekly Albums Chart  | 1       |
| Oricon Monthly Albums Chart | 7       |